# Medaille van Verdienste voor het Brandweerwezen
De Medaille van Verdienste voor het Brandweerwezen, Duits: Medaille für Verdienst in der Feuerwehr") werd in 1911 door de Oldenburgse groothertog Frederik August van Oldenburg ingesteld als beloning voor de brandweer.
De goudbronzen medaille werd aan een lint in de kleuren van de vlag van Oldenburg, blauw-rood-blauw op de linkerborst gedragen. Op de voorzijde staat het met een groothertogelijke beugelkroon gekroonde groothertogelijke monogram van de stichter. Op de keerzijde staat de tekst "FÜR VERDIENST UM DIE FEUERWEHR" binnen een lauwerkrans.
In 1918 werden na de val van de monarchie alle onderscheidingen afgeschaft. Pas in 1928 stelde de Vrijstaat Oldenburg een nieuwe medaille voor de brandweer in. Deze verzilverd bronzen medaille, de "Medaille für Verdienst um das Feuerlöschwesen", bleef slechts enkele jaren in gebruik want de nationaalsocialisten hieven in 1934 de vrijstaten op. Daarmee kwam een definitief einde aan de Oldenburgse zelfstandigheid en het eigen decoratiestelsel.